# Corgatha nawai
Corgatha nawai là một loài bướm đêm trong họ Erebidae.